# Értény
Értény è un comune dell'Ungheria centro-meridionale di 780 abitanti (dati 2008). È situato nella contea di Tolna.